# Tourves
Tourves település Franciaországban, Var megyében. Lakosainak száma 5220 fő (2022. január 1.). Tourves Bras, Brignoles, La Celle, Mazaugues, Rougiers és Saint-Maximin-la-Sainte-Baume községekkel határos.

## Népesség
A település népessége az elmúlt években az alábbi módon változott:
| Lakosok száma | 4951 | 4973 | 5058 | 5025 | 5056 | 5042 | 5101 | 5160 | 5220 |
|               | 2013 | 2015 | 2016 | 2017 | 2018 | 2019 | 2020 | 2021 | 2022 |